# Marie Clotilde Gallien-Berthon
Marie Clotilde Gallien-Berthon, née le 27 septembre 1870 à Constantine (Algérie) et morte le 25 juin 1959 à Nice, est une peintre française.

## Biographie
Marie Clotilde Gallien, fille d'Alexandre, brigadier de service forestier, et de Rose Marie Deloly, nait en 1870 à Constantine en Algérie et y épouse en 1887 Pierre Berthon, employé de préfecture. Ils auront trois enfants. Son mari décède en 1901 en Algérie, sa mère, veuve depuis 20 ans, en 1911. Fin 1912, la famille Gallien-Berthon vend ses biens à Constantine, dont un établissement de bains et deux maisons.
Elle est élève des peintres académiques Jules Lefebvre et François Schommer, du portraitiste Marcel Baschet et de l'aquarelliste Mathilde Delattre, ainsi que de Henri Royer. C'est une peintre orientaliste, portraitiste et aquarelliste.
Elle expose au salon de l'Union des femmes peintres et sculpteurs de 1906 à 1938, à la Société des amis des arts de Seine-et-Oise (1912), au Salon des artistes français de 1908 à 1960, y obtenant une mention honorable en 1925.
Elle habite 71 rue de Vaugirard à Paris dans les années 1920. Elle organise fin 1913-début 1914 à Constantine une exposition conjointe de ses œuvres et de celles de son fils Maurice Alexandre Berthon, lui aussi peintre, qui sera tué au front en septembre 1914. La critique considère alors qu'« elle est entrée résolument dans sa voie, celle du "plein air" ».
Elle réalise une exposition particulière à la Maison des Artistes (avenue de Wagram) en 1921, expose à la Société des amis des arts de Bordeaux (1922), à la Société coloniale des artistes français (1924).
En 1930, elle expose à la Galerie de la Fédération française des artistes ; en 1932, elle réalise une exposition particulière de 110 œuvres (études algériennes et grandes aquarelles) à la galerie Bernheim-Jeune, une autre à la salle Alexandre Lefranc en fin d'année. Elle expose également dans les années 1930 au Salon des médecins, son deuxième fils et son gendre s'étant engagés dans la carrière médicale. En 1938, elle participe à Dinard à l'exposition des artistes peintres des salons parisiens.
En 1938, elle est lauréate du 1er prix de l'Union des femmes peintres et sculpteurs.
En 1948, alors qu'elle habite Lisieux, elle expose au salon de la Société des beaux-arts de la France d'Outre-mer.
Elle meurt en 1959 à Nice.

## Salons

### Salon de l'Union des femmes peintres et sculpteurs
- 1906 (Roses et pivoines, huile sur toile)[18]
- 1910[19]
- 1913 [20]
- 1917 (Cerisier en fleur, huile sur toile)[18]
- 1918[21]
- 1922[22]
- 1923[23]
- 1925[24]
- 1929[25]
- 1933[26]
- 1938 (1er prix)[6]

### Salon des artistes français
- 1908
- 1910 (autoportrait)[19]
- 1913 (Simone, peinture et Étude d'œillets, aquarelle)[27],[28]
- 1914 (Roses, aquarelle)[28]
- 1920[29]
- 1925 (mention honorable)[9]
- 1927[30]
- 1929[31]
- 1953
- 1960 à titre posthume[8]

## Œuvres dans les collections publiques
- Musée national des Beaux-Arts d'Alger : Jeune femme arabe de Constantine, aquarelle, 26 × 36 cm, don de l'auteur en 1933[32].
- Collection du Centre national des arts plastiques (CNAP) : Roses et pivoines, huile sur toile, 150 × 113 cm, achat au salon de l'Union en 1906 ; Cerisier en fleur, huile sur toile, 65 × 85 cm, achat au salon de l'Union de 1917[18].